# Шихализаде, Ниджат
Ниджат Шихализаде (азерб. Nicat Şıxəlizadə; род. 12 октября 1988) — азербайджанский дзюдоист, выступающий в весовой категории до 66 кг, вице-чемпион Азербайджана (2012) и бронзовый призёр чемпионата мира 2005 и чемпионата Европы 2017, победитель Кубка Европы, турнира Большого шлема (оба — в 2012) и Гран-при (2014), участник летних Олимпийских играх 2016. В мировом рейтинге на май 2016 — 9-й

## Биография
Ниджат Шихализаде родился 12 октября 1988 года в Шарурском районе Азербайджанской ССР.
Когда Ниджат учился в четвёртом классе, его семья переехала в Баку, где Ниджат записался в Республиканский Олимпийский Спортивный Лицей. Сначала Ниджат Шихализаде ходил на гимнастику, но не любил этот вид спорта. Ниджату нравилась борьба и поэтому он втайне от всех записался на дзюдо и перестал ходить на гимнастику. Когда Ниджат начал заниматься дзюдо ему было 10 лет. Первым его тренером был Наги Бабаев.
В 2004 году Ниджат Шихализаде становится чемпионом Европы среди юношей (до 17 лет), проходившем в Роттердаме (в весовой категории до 55 кг). В следующем году в Тбилиси он становится обладателем Кубка мира, уже в новой для себя весовой категории до 60 кг. В этом же году Ниджат Шихализаде занимает третье место на чемпионате мира в Каире. В сентябре 2005 года он стал победителем юношеского чемпионата Европы в Загребе (до 20 лет). Но, по результатам допингового анализа у Ниджата в крови был выявлен запрещенный к использованию препарат. Этот препарат предназначался для искусственного снижения веса. По словам Шихализаде, это произошло по неопытности, и он не знал, что этот препарат нельзя использовать. В результате Ниджата Шихализаде исключили из международных турниров сроком на один год. Несмотря на это, он продолжал тренироваться.
Через год, в 2006 году в Санто-Доминго, Ниджат Шихализаде становится чемпионом мира среди юношей (до 20 лет). Затем в 2007 году он занимает второе место на проходившем в Риме Кубке мира и получает лицензию на участие в Олимпийских играх в Пекине. Однако, в Минске, где спортсменов проверяли на использование запрещённых препаратов, выяснилось, что Ниджат употреблял этот препарат, несмотря на то, что в то время, по словам самого спортсмена, он его не использовал. Как заявляет Шихализаде, «в первый раз это было по неопытности, но во второй раз я на самом деле его не использовал». В результате Ниджат Шихализаде был дисквалифицирован на 4 года и так и не смог принять участие в Пекинской Олимпиаде. По словам Ниджата Шихализаде, многие ожидали, что он уйдёт из спорта, но Ниджат продолжал тренироваться. В 2011 году срок наказания истёк, и Ниджат Шихализаде получил право снова принимать участие в турнирах. Впервые после перерыва он принял участие на Кубке Европы в Гамбурге, в уже новой весовой категории, в 66 кг. Затем, в 2012 году, он становится победителем соревнований Гран-при в Абу-Даби и обладателем Кубка Европы в Стамбуле. В настоящее время Ниджат Шихализаде является также офицером Пограничных Войск.
В 2014 году Шихализаде занимает первое место на турнире Гран-при в Тбилиси.
В 2016 году принимал участие на летних Олимпийских играх 2016 в Рио-де-Жанейро, где в первой схватке победил Сугоя Уриарте из Испании, но затем проиграл итальянцу и будущему олимпийскому чемпиону Фабио Базиле.
В 2017 году стал бронзовым призёром чемпионата Европы и победителем Исламских игр солидарности в Баку. В этом же году принимал участие на чемпионате мира в Будапеште, где в первом же поединке уступил Елдосу Жумаканову из Казахстана.